# Kollenkym
Kollenkym fungerar tillsammans med parenkym och sklerenkym som stödjevävnad för växter. Kollenkym stödjer främst unga, växande plantor av örtartad karaktär, utan ved.  
Precis som parenkymceller fungerar cellerna när de är levande och färgas i regel brunt vid färgning av växtpreparat in vitro. Kollenkymceller finns under växtens epidermis i stjälkar och bladens skaft, men även runt ledningsvävnad.
Cellerna är avlånga i sin form och struktur och blänker i färsk växtvävnad. Typiska cellkaraktärer utgörs av ojämnt tjocka, primära cellväggar som saknar lignin. De är därför ganska flexibla och välanpassade för att stödja upp växande plantor eftersom de kan fortsätta utveckla tjocka cellväggar när plantan blir större.  
Många monokotyledoner, enhjärtbladiga växter; formar kollenkymvävnad tidigt i utvecklingen, medan rötter sällan innehåller denna stödjevävnad.